# Гренадири
Гренадири (фр. grenadiers, од граната) су првобитно били специјализовани војници, први пут успостаљени као посебна улога средином или крајем 17. века, за бацање граната и понекад за јурише.

## Историја
У прво време су гренадири бирани међу најјачим и најкрупнијим војницима. До 18. века бацање граната више није било од значаја, али су гренадири и даље бирани међу најјачим војницима и водили су јурише на бојишту. Гренадири су често предводили у јуришу кроз рупе у утврђењима у опсадном ратовању, мада су овај задатак углавном вршиле јединице добровољаце називани безнадежни (јер су шансе за огромне губитке биле велике), а такође су могли да га извршавају сапери или инжењерци.
Неке државе као што су Француска и Аргентина су основали јединице коњичких гренадира. Као и њихови пешадијски еквиваленти, ови тешки коњаници су бирани због своје величине и снаге.